# The Black and White Minstrel Show
The Black and White Minstrel Show va ser un programa britànic d'entreteniment lleuger que va durar vint anys a la BBC. Iniciada el 1958, es tractava d'un espectacle setmanal d'entreteniment i varietats que presentava cançons tradicionals de minstrel show i de country americans, així com temes d'espectacles i números de music hall, i amb vestits luxosos. També va ser un espectacle escènic popular.
El programa va ser acusat de racisme i estereotips ètnics pels grups de drets civils negres al Regne Unit, com ara la Campanya contra la discriminació racial, a causa del seu ús de blackface. Aquesta controvèrsia racial va portar a la eventual cancel·lació del programa de la televisió el 1978, encara que una versió escènica va durar deu anys després de la cancel·lació de la mostra al Victoria Palace Theatre de Londres. Va ser seguit de gires per Austràlia i Nova Zelanda.

## Història
The Black and White Minstrel Show fou creat pel productor de la BBC George Inns amb el músic George Mitchell. Va començar com un especial únic el 1957 anomenat The 1957 Television Minstrels mostrant els masculins Mitchell Minstrels (Mitchell era el director musical) i les dansaires femenines Television Toppers. El xou es va emetre per primera vegada a la BBC el 14 de juny de 1958. Va ser popular i aviat es va convertir en un programa regular de 45 minuts el dissabte a la nit a la televisió en horari prime-time, amb un format de sing along amb peces solistes i peces minstrel (sovint amb segues estesos), algunes peces de country i western i música derivada d'altres cultures populars estrangeres. Els minstrel masculins es representaven amb cara negra; les ballarines i altres artistes de suport no. L'espectacle inclouïa "interludis de comèdia" interpretats per Leslie Crowther, George Chisholm i Stan Stennett. Inicialment era produït per George Inns amb George Mitchell. Els solistes minstrels eren els baríton Dai Francis, el tenor John Boulter, i el baix Tony Mercer. Durant els nou anys en què es va emetre la sèrie en blanc i negre, el maquillatge de la blackface era en realitat vermell, ja que el negre tampoc no es va filmar.
Abans de la creació del Television Minstrels Show el 1957, les Television Toppers ja eren molt populars, i The BBC Television Toppers es va presentar per primera vegada el 1953, que va ser transmesa per televisió per primera vegada al febrer de 1953. Originalment, les Television Toppers eren ballarines que actuaven setmanalment en un programa de televisió cada dissabte a la nit al costat de diferents celebritats cada setmana, com Judy Garland. També van actuar a Royal Command Performances. Eren mini celebritats d'oci i entreteniment dels diaris i van ser titulars de 1.000 lliures esterlines l'any 1953.
The BBC Television Toppers van ser prestades per un dia per la BBC sota contracte i van aparèixer a la icònica pel·lícula de 1955 The Dam Busters a l'escena de ball de teatre. El rodatge d'aquesta escena es va fer al Lyric Theatre (Hammersmith).

## Popularitat
Pel 1964 el xou havia assolit xifres de 21 milions d'espectadors. The Minstrels també feien espectacle teatral al Victoria Palace Theatre produït per Robert Luff que va presentar 6.477 actuacions de 1962 a 1972 i es va establir al Guinness World Records com a l'espectacle teatral vist pel major nombre de persones. En aquest moment, la creació va guanyar consideració internacional i es va vendre a més de trenta països; el 1961 el programa va guanyar una Rose d'Or a Montreux per al millor programa d'animació lleugera i els tres primers àlbums de cançons (1960–1962) es van vendre molt bé, els dos primers van arribar al #1 a l'UK Albums Chart. El primer d'ells es va convertir en el primer àlbum en la història de vendes al Regne Unit que va superar les 100.000 vendes.
A la primavera de 1962, el programa de varietats musicals de la BBC The Black and White Minstrel Show, es va inaugurar al Victoria Palace Theatre. Mentre que els tres cantants principals, Tony Mercer, John Boulter i Dai Francis, estaven en la versió teatral del xou i també en la versió de la BBC TV, tant els cors de cantants com de ballarins eren diferents al teatre i a la BBC TV. Com que George Mitchell estava completament lligat amb la versió de televisió, va contractar Harry Currie com a mestre de cor per preparar els cantants minstrel del Victoria Palace.
Mentre estava en preparació, Mitchell va informar Currie que per l'estiu es prepararia una segona companyia a Morecambe, i que els tres cantants principals de la companyia seguirien en una gira per Austràlia i Nova Zelanda a partir de la tardor de 1962, i que el cor i els ballarins del minstrel serien audicionats i formats a Austràlia. Mitchell va preguntar Currie si seria el mestre de cor de l'espectacle de Morecambe i també un dels tres solistes capdavanters, després de volar a Austràlia amb el coreògraf per construir la companyia per la gira. Currie va acceptar, entenent que la gira estava prevista per a 6 mesos.
Inaugurada a Melbourne a la tardor de 1962, la gira va aconseguir omplir totes les actuacions nocturnes i matinades, de manera que s'hi va quedar. Això va succeir en ambdós països, i es van trencar tots els rècords de taquilla. El programa va continuar durant 3 anys, i els rècords de taquilla australians i de Nova Zelanda no s'han trencat mai.
EMI Records es va acostar als tres cantants principals, Harry Currie, Jeff Hudson i Eric Whitley, i els va demanar que fessin un LP. Es va demanar a Currie que produís el disc, sentint que des de la seva gira les cançons haurien de ser de 12 ciutats diferents de 12 països diferents. Com que no hi havia cançons per a Austràlia, Nova Zelanda i el país natal de Currie - Canadà - va escriure 3 cançons durant un cap de setmana per cobrir aquests països i va anomenar el LP Three Voices Go Places, encara publicitat a Internet el 2018.
Mentre que es va començar a emetre en blanc i negre, el programa va ser un dels primers a mostrar-se en color a la BBC2 el 1967. Algunes personalitats famoses van participar en el xou, mentre que altres hi van començar la seva carrera. El còmic Lenny Henry va ser una d'aquestes estrelles, fou el primer intèrpret negre a aparèixer el 197. Al juliol de 2009, Lenny Henry va explicar que estava obligat contractualment a actuar-hi i va lamentar la seva participació en el xou, dient a The Times en 2015 que la seva aparició al xou li va provocar un profund "forat de cuc de depressió" i va lamentar que la seva família no intervingués per impedir que continués al xou.

## Controvèrsia racial
La premissa del xou va començar a ser considerada ofensiva i racista a causa de la seva representació de blackfaces que es comportaven de manera estereotipada. Després de l'assassinat a Alabama, l'any 1963, del treballador de correus blanc de 35 anys William Lewis Moore, que estava en una marxa de protesta contra la segregació al Sud dels Estats Units, el programa satíric That Was the Week That Was va fer un sketch en el qual Millicent Martin es vestia com a oncle Sam i cantava una paròdia de I Wanna Go Back to Mississippi ("On l'olor de la flor besa a la brisa del vespre / On el fang de Mississippi / sembla barrejar-se amb la sang / dels negrates que pengen de les branques dels arbres) acompanyada per cantants minstrel en blackface ("... odiem tots els fosquets i els catòlics i els jueus / on acollim a qualsevol home / que sigui fort i blanc i pertanyi al Ku Klux Klan"), parodiant els Black and White Minstrels que suposaven la banalització del racisme sureny.
La BBC va rebre una petició contra el xou de la Campanya contra la Discriminació Racial el 1967. En 1969, a causa de les acusacions contínues de racisme, The Black and White Minstrel Show fou substituït per Music Music Music, una sèrie spin-off en la que els minstrels apareixien sense blackface. Ho va fer bé, amb xifres que coincidien amb les de Minstrels, però la BBC no estava contenta i The Black and White Minstrel Show va tornar a guanyar espectadors.
Des de la seva cancel·lació el 1978, The Black and White Minstrel Show ha estat vist àmpliament com una vergonya, malgrat la seva enorme popularitat en aquell moment.

## Treball després de la televisió
El xou televisiu de BBC1 fou cancel·lat en 1978 com a part d'una reducció de la programació de varietats (aleshores l'element blackface s'havia reduït), mentre que la gira del xou continuava. Una versió va fer gires contínuament des de 1960 fins a 1987, amb una segona companyia que viatjava per Austràlia i Nova Zelanda entre 1962–1965, 1969–1971 i 1978–1979. Després d'haver deixat el Victoria Palace Theatre, on l'espectacle teatral va actuar de 1962 a 1972, un segon espectacle va recórrer gairebé cada any diversos teatres de grans ciutats i complexos de platges d'arreu del Regne Unit, incloses The Futurist a Scarborough, The Winter Gardens a Morecambe, el Festival Theatre a Paignton, el Congress Theatre a Eastbourne i el Pavilion Theatre a Bournemouth. Això va continuar tots els anys fins a 1989, quan una última gira de tres complexos Butlins (Minehead, Bognor Regis, i Barry Island) va veure l'últim espectacle Black and White Minstrel Show a l'escenari.

## Impacte cultural
A finals dels 1960 es va provar Music Music Music, una versió "whiteface" del xou, però va perdre espectadors. En un episodi de 1971 de The Two Ronnies, es va tocar un sketch musical, "The Short and Fat Minstrel Show", com a paròdia de The Black and White Minstrel Show, amb fragments de diverses cançons. "Alternative Roots", un episodi de la sèrie còmica de la BBC The Goodies, va falsar la popularitat de The Black and White Minstrel Show, suggerint que qualsevol programa podria doblar les seves xifres actuant amb blackface i esmentant que una sèrie de The Black and White Minstrel Show havia de ser jutjada sense maquillatge.
L'episodi "Roots" d' Are You Being Served? va presentar una història en la qual es va traçar el llinatge del Sr. Grace per interpretar una cançó adequada i ballar durant el seu 90è aniversari. El resultat final va ser un nombre que parodiava The Black and White Minstrel Show amb intèrprets masculins en blackface mentre que les dones (excepte la senyora Slocombe) no ho eren.